# Tixtla
 (mars 2025).
 (février 2025).
Si vous disposez d'ouvrages ou d'articles de référence ou si vous connaissez des sites web de qualité traitant du thème abordé ici, merci de compléter l'article en donnant les références utiles à sa vérifiabilité et en les liant à la section « Notes et références ».
 (août 2024).
La mise en forme du texte ne suit pas les recommandations de Wikipédia : il faut le « wikifier ».
Les points d'amélioration suivants sont les cas les plus fréquents :
- Les titres sont pré-formatés par le logiciel. Ils ne sont ni en capitales, ni en gras.
- Le texte ne doit pas être écrit en capitales (les noms de famille non plus), ni en gras, ni en italique, ni en « petit »…
- Le gras n'est utilisé que pour surligner le titre de l'article dans l'introduction, une seule fois.
- L'italique est rarement utilisé : mots en langue étrangère, titres d'œuvres, noms de bateaux, etc.
- Les citations ne sont pas en italique mais en corps de texte normal. Elles sont entourées par des guillemets français : « et ».
- Les listes à puces sont à éviter, des paragraphes rédigés étant largement préférés. Les tableaux sont à réserver à la présentation de données structurées (résultats, etc.).
- Les appels de note de bas de page (petits chiffres en exposant, introduits par l'outil «  Source ») sont à placer entre la fin de phrase et le point final[comme ça].
- Les liens internes (vers d'autres articles de Wikipédia) sont à choisir avec parcimonie. Créez des liens vers des articles approfondissant le sujet. Les termes génériques sans rapport avec le sujet sont à éviter, ainsi que les répétitions de liens vers un même terme.
- Les liens externes sont à placer uniquement dans une section « Liens externes », à la fin de l'article. Ces liens sont à choisir avec parcimonie suivant les règles définies. Si un lien sert de source à l'article, son insertion dans le texte est à faire par les notes de bas de page.
- La présentation des références doit suivre les conventions bibliographiques. Il est recommandé d'utiliser les modèles {{Ouvrage}}, {{Chapitre}}, {{Article}}, {{Lien web}} et/ou {{Bibliographie}}. Le mode d'édition visuel peut mettre en forme automatiquement les références.
- Insérer une infobox (cadre d'informations à droite) n'est pas obligatoire pour parachever la mise en page.

Pour une aide détaillée, merci de consulter Aide:Wikification.
Si vous pensez que ces points ont été résolus, vous pouvez retirer ce bandeau et améliorer la mise en forme d'un autre article.
Tixtla de Guerrero (du nahuatl : textli, tla  « pâte de maïs, » avec l'ajout de Guerrero, en l'honneur de Vicente Guerrero), connue simplement sous le nom de Tixtla, est une ville mexicaine située dans la région centrale de l'État de Guerrero , à 17 kilomètres de la capitale de l'État, Chilpancingo de los Bravo. C'est le chef_lieu du municipio homonyme, Tixtla de Guerrero (municipio).
Tixtla est la onzième ville la plus peuplée de l'État, avec une population de 43 171 habitants, dont 21 720 résident selon le dernier décompte officiel de l'Institut National de Statistique et Géographie, du Conseil national de la population et du Secrétariat au développement social.
La ville de Tixtla est traversée par la route fédérale 93, qui relie le chef-lieu Chilpancingo à Chilapa, Tlapa, Huamuxtitlán et Xochihuehuetlán.

## Histoire
En 1836, Tixtla est devenue partie intégrante du district de Chilapa et quelques années plus tard, en 1849, lors de la création de l'État de Guerrero , Tixtla a été constituée en municipio et chef de district et en 1851, elle est devenue la capitale du district.
En 1853, la ville fut frappée par une épidémie, c'est pourquoi le gouvernement de l'État décida de changer provisoirement la capitale en la ville de Chilpancingo , ce décret fut pris avec Francisco Otalora Arce, alors gouverneur de Guerrero. Parce que Tixtla était devenue le principal centre d'opérations du mouvement dirigé par le général Vicente Jiménez, qui s'était révolté contre le gouvernement de l'État officiellement reconnu par le président Juárez, le Congrès de l'État de Guerrero a décrété comme définitif le changement de capitale à Chilpancingo.

## Climat
La température annuelle moyenne est de 21 degrés. Les températures oscillent entre 18 degrés en janvier et 24 degrés en mai.
Les précipitations annuelles moyennes sont de 1100 mm principalement de juin à septembre.

## Culture

### Festivités

#### Jour des Morts
Tixtla est une petite ville, mais très riche en traditions religieuses qui en même temps sont devenues culturelles, l'une d'entre elles est la célébration du Jour des Morts qui commence dans la nuit du 31 octobre, là où tous les quartiers se tiennent, dans la rue principale. qui mène au panthéon, des arcs réalisés à la main avec des matériaux cultivés dans la région de la Vallée, comme du maïs, des haricots, des fleurs comme du velours, de la fleur de cempasuchil, des figurines, des déchets, entre autres, fabriqués par les potiers d'un des quartiers. Dans cette célébration, elle est accompagnée de danses typiques de la région telles que « Los Tlacololeros, los Moros, Los Chinelos, Los Diablos, Los Manueles », qui font un voyage du quartier au panthéon. Où ils dansent sur des sons tels que : le vautour, l'iguane, la petenera, le canard et des toasts au mezcal, une boisson typique de la région.

#### Vierge de la Nativité
D'autres fêtes parmi les plus grandes et les plus importantes de Tixtla ont lieu le 31 mai et le 8 septembre, jour de la Vierge de la Nativité, où la célébration commence 9 jours avant, avec des réunions, comme on l'appelle, qui consistent de défilés de danse. Les mayordomos mènent ce défilé, portant une canne tenue horizontalement par deux membres de la mayordomia, où ils accrochent les cierges qui doivent être utilisés dans l'église. Une série de chars évoquant la fête défilent également à la fin de la rencontre.

### Zones archéologiques

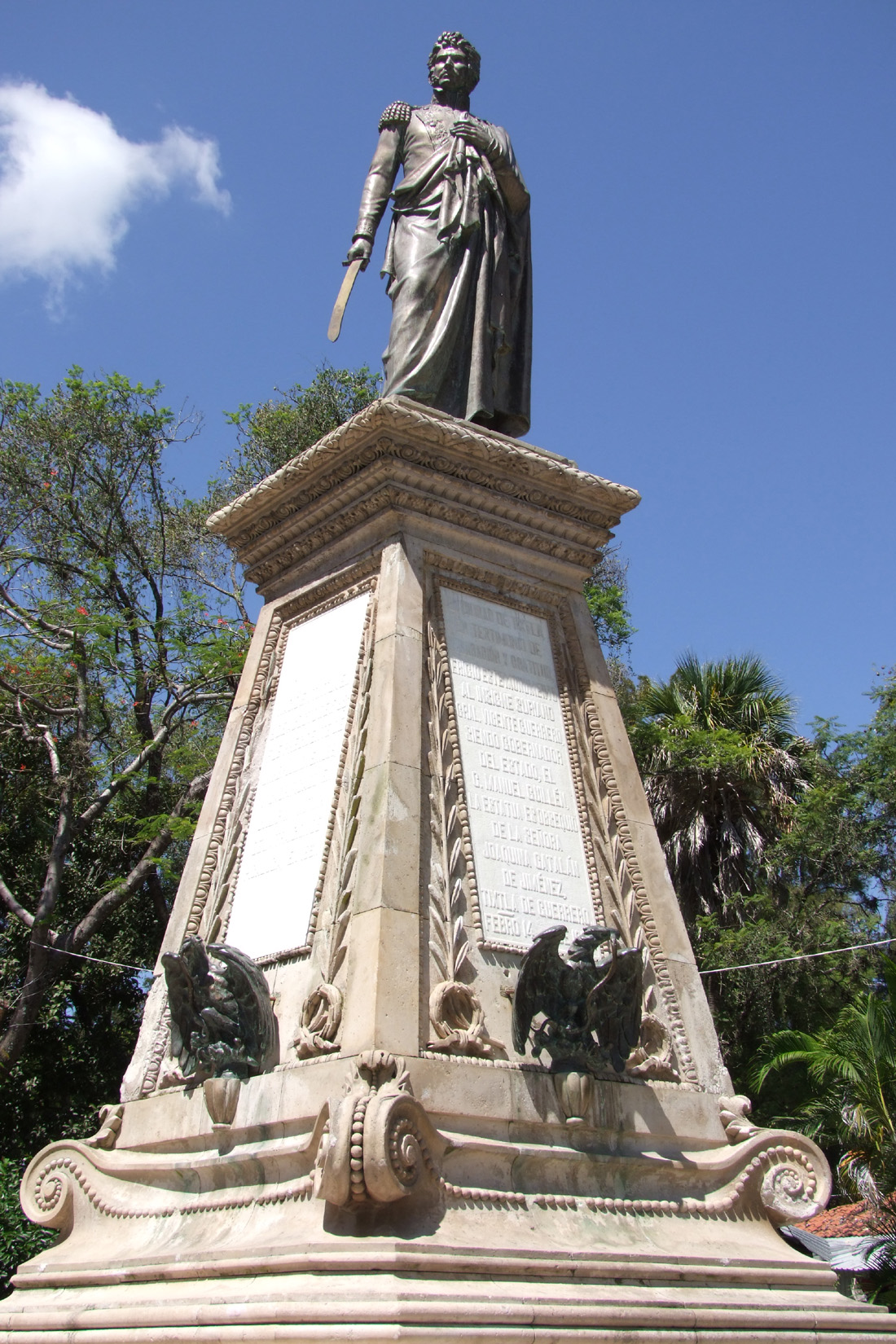
Statue de Vicente Guerrero à Tixtla.

- Los Tepoltzis, le site archéologique doit son nom à la colline sur laquelle il se trouve. Une de ses significations possibles serait le petit conquérant, du nahuatl tepoloani, conquérant, vainqueur et tzin, petit. On ne sait pas à quelle culture il appartenait.